# Aterragem
A aterragem (português europeu) ou aterrissagem (português brasileiro) (também referida pelo termo pouso) consiste no ato de descer, pousar uma aeronave (ou mesmo uma ave ou pára-quedas) na superfície terrestre. Quando tem lugar na superfície aquática, o processo designa-se por amaragem. A colisão brusca com o chão é evitada através das asas (incluindo as pás de um rotor), pára-quedas, foguetes ou sistemas de jacto; no caso dos balões, a pressão do balão é lentamente diminuída para uma aterragem suave. A aterragem por aeronaves ocorre, geralmente, em aeroportos, pistas ou heliportos.
Para aviões e aves, a aterragem é geralmente feita com uma diminuição gradual de velocidade e sustentação. Primeiro é executado o flare, em que a razão de descida é reduzida passando para uma atitude de estol. Pouco antes ou no momento do toque, a atitude horizontal é restabelecida.
Durante a aterragem, o efeito solo, um fenómeno da aerodinâmica torna-se significante para a aeronave: o ar que circula em redor do corpo é reflectido pelo chão, dificultando o contacto do trem de pouso com a superfície, obrigando a uma maior distância para a paragem completa.

## Empuxo invertido
Técnicas como empuxo invertido é utilizado pelos aviões a jacto para ajudar na redução de velocidade, imediatamente após o contacto. Já nos porta-aviões, em que a superfície é estreita e limitada, os aviões são equipados com ganchos que irão prender num cabo de aço, imobilizando a aeronave — o que não dispensa uma sincronização minuciosa da velocidade. Para aterragens em segurança, o navio irá alinhar-se com a direcção do vento para reduzir a velocidade relativa do avião com o navio, e para evitar o vento cruzado.